# 汇丰银行公馆旧址
汇丰银行公馆旧址，位于中国福建省厦门市思明区鼓浪屿鼓新路57号，是全国重点文物保护单位鼓浪屿近代建筑群的子项目之一。公馆始建于1876年，坐落在笔架山东北端的岩石上，20世纪前半叶左右成为汇丰银行厦门分行的办公地点，兼作金库。楼体坐西北朝东南，单层砖石结构，总面积384.6平方米，楼高8.55米，建筑整体呈T形:142。

## 历史

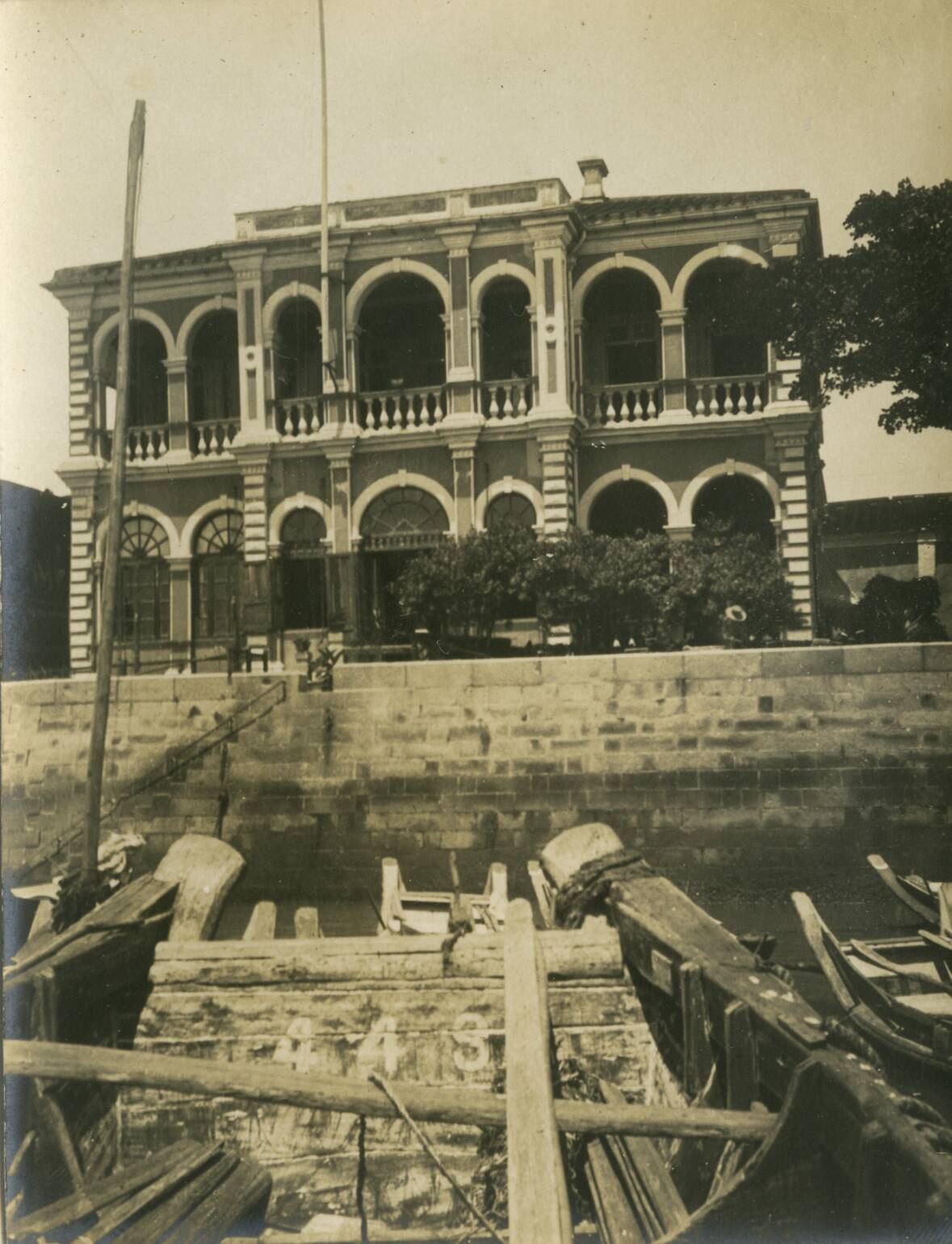
位于厦门本岛海后滩的汇丰银行，摄于1911年

汇丰银行商号取自创办于1865年3月的香港上海汇丰公司，当时旨在为日益频繁的欧洲、印度与中国间的贸易提供融资服务，其创始人为托马斯·萨瑟兰。汇丰银行于1873年在厦门设立厦门分行，注册资金5000万，早期业务为代收海关关税、吸收外汇、存款放款与办理洋行押汇，以西班牙银元为单位发行钞票，是当时厦门最早的一批近代银行之一。
汇丰银行原位于厦门岛商行集中的海后滩，即今天的海滨大厦一带，正处厦门岛十三路头中的“岛美路头”与“水仙宫路头”之间。两次鸦片战争后，厦门被辟为通商口岸。1842年，第一次鸦片战争后签订的《南京条约》，要求清政府在所开放的五口中开辟区域供英人居住。1851年，英国租用了“自岛美路起，至新路止”，“除去筑前后公路四丈外，直长五十五丈，横宽十六丈，周围见方一丈，年纳租价库平一两”的地块，此即为所谓“英海后滩租界”的前身。1878年，中英双方签订了海后滩章程六条，但双方的文字表述不同，尤其在第六条的中文文本为“代为经理”，英文中则规定为“合并纳入已被当地官方托付租赁的部分”。因地处海边，租界前方海滩遭海水冲刷，不断淤积扩大。1921年5月英方太古洋行欲在海后滩重修损坏的栈桥，恰逢英国欲将海后滩并入公共租界，最终引发厦门民众的抗议。1922年双方和解，1930年英国归还了海后滩，此次事件被称为“海后滩案”。抗日战争爆发，厦门沦陷，汇丰银行由海后滩迁往鼓浪屿，鼓浪屿的公馆兼作银行的办公地点，直到1950年1月停业。今海后滩的银行大楼已经不存。
公馆旧址所在地界原为英国英商怡记洋行所有。1862年，怡记洋行在厦门成立，1866年在台湾打狗（今高雄）开设分号。1876年，怡记洋行收购了笔架山附近的地界，此地原为道教宫庙三和宫所有。三和宫，即瑞晄庵，祭祀妈祖娘娘，形制颇大：“屿之西有瑞晄庵，与水仙宫隔水相对，俗呼‘三邱田’。又名‘三和宫’，今改‘法海院’，颇壮丽。”宫后侧的石壁有重兴鼓浪屿三和宫摩崖石刻，记述福建水师提督王得禄于清嘉庆年间剿灭林爽文、蔡牵及朱𣸣等反清武装的经过:89。1876年，怡记洋行开始兴建这座公馆，却在1883年面临严重的财务问题，于1885年5月宣告破产关闭。后笔架山附近的地产被转让给德记行商勿鲁士，几经转手后，最终于1893年4月被汇丰银行所得。因转手多次，公馆又被称作“被诅咒的小屋”（Anathema Cottage）。

## 建筑

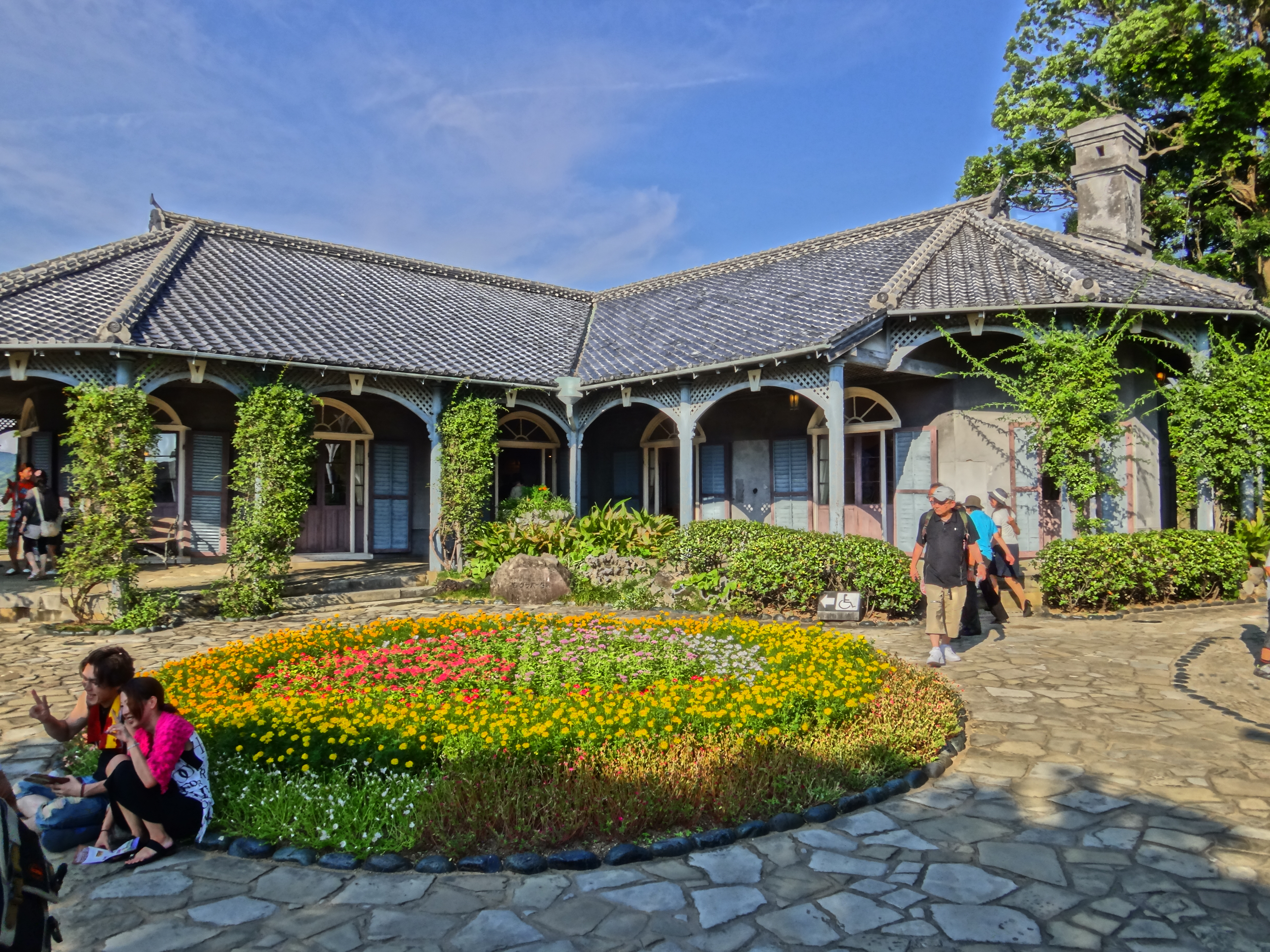
日本长崎的格洛弗住宅，其外形与汇丰银行公馆旧址相似

公馆由英方建筑师设计，建筑面积约370平方米，砖石结构，平面大致呈三角形，设三个出入口，其地下室为依据岩体高差所建，即可隔湿防潮，亦可贮藏备用，更增加了建筑气宇轩昂的立面效果。屋顶可分四坡顶、三坡顶、平顶。由于建筑处在制高悬崖之上，设计时三面皆有外廊，墙上也间有玻璃镶嵌的玻璃，被当地人称作“玻璃厝”（“厝”即房屋），除观景外兼有通风对流的用途。
建筑在立面装饰上采用了西方新古典主义建筑的三段体结构，青石垒出墙脚，墙体抹白垩土，屋顶布红瓦。外廊使用弧形红砖清水顺砌的圆柱承接，水泥所砌的水仙形柱头，柱基石质，外廊四周围以绿釉琉璃宝瓶透空栏杆，柱间设横石条。该建筑平面采用了较特殊的三叶草形，体现出维多利亚女王时代人们对造型多彩多变的追求。这种形制也可能是受到图画派的影响。位于日本长崎的格洛弗住宅（今哥拉巴园）就是与风格相似的案例，鉴于长崎实例建造年代更早，这种建筑的平面形式从长崎逆向传入厦门的可能性较大。公馆建筑与其所在岩体上的重兴鼓浪屿三和宫摩崖石刻遥相呼应，体现中西方对建筑选址上的不同观念。

## 保护
建筑曾作为鼓浪屿造船厂职工宿舍，回廊被封堵。2016年维修后还原建筑原貌，修复外廊，内饰也被还原，鼓浪屿管委会整治笔架山一带的环境，提升绿化，修建台阶联通山下的重兴鼓浪屿三和宫摩崖石刻与公馆。现公馆作为展馆展出。
2006年，旧址成为鼓浪屿近代建筑群中的子项列入第六批全国重点文物保护单位。2017年举行的第41届世界遗产大会上“鼓浪屿：国际历史社区”被正式列入《世界遗产名录》，汇丰银行公馆旧址以“代表性历史建筑、院落及设施”之名成为鼓浪屿53处核心要素的一部分。
保护范围：东、西、南由文物本体各向外延伸10米，向北延伸至上山小路（含东北侧摩崖石刻）。

## 图库

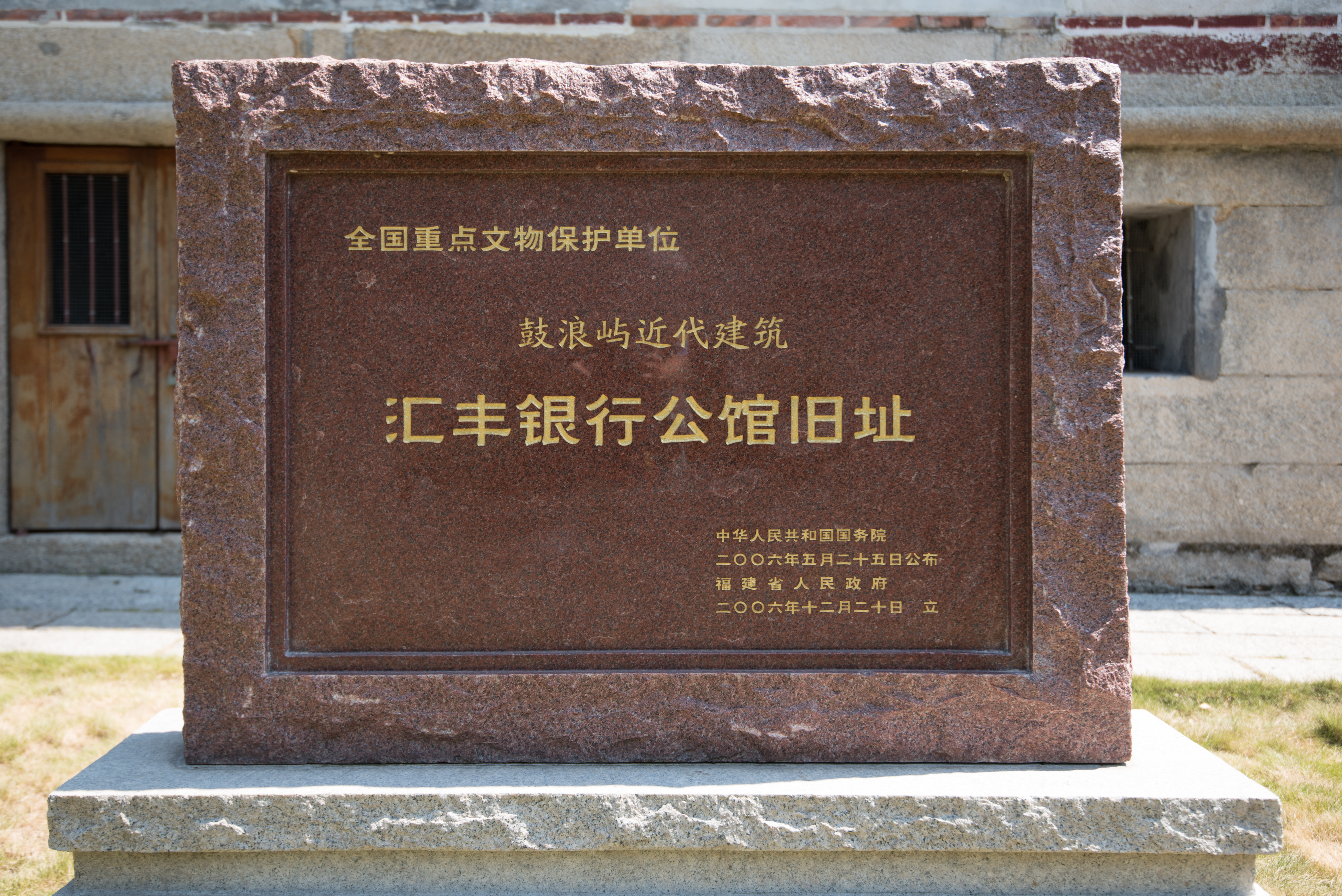
汇丰银行公馆旧址文保碑
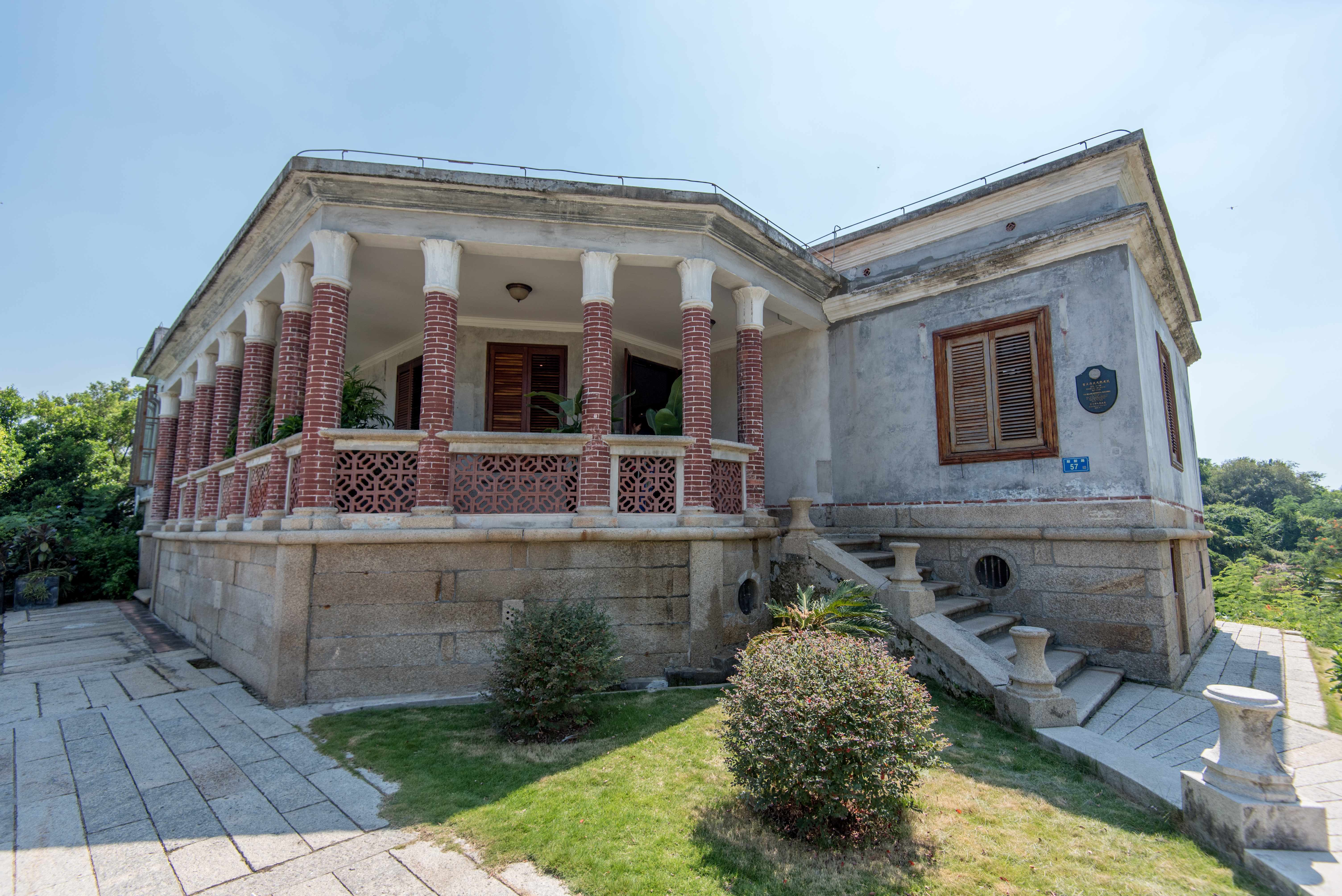
旧址外立面